# Горски цар
Горски цар је српски аматерски, играни филм из 2014. године. Сценарио за филм, режију и снимање су одрадили чланови аматерског позоришта "Кривоторбићи". У Филму се појављује велики број глумаца аматера, а највећи број њих је са подручја општина Братунац и Љубовија.

## Радња
Филм "Горски цар" посвећен је стогодишњици Првог свјетског рата, на територији општине Љубовија, заснован је на низу истинитих догађаја. Филм заправо представља ратну драму насталу по мотивима истинитог догађаја који се збио у селу Берловине (некада засеок Доње Буковице) у периоду између 25. септембра и 25. новембра 1915. године, у вријеме тројне инвазије централних сила на Србију, у другој години Великог рата. По среди је причао херојском отпору не тако моћне колико поносне Соколске бригаде сачињене од трећепозиваца и регрута из села из околине Љубовије, о повлачењу њених остатака ка Ваљеву и Косову, и упоредо прича о судбини младог војника - регрута који одбија наредбу да се повуче са остатком трупа, већ остаје у своме крају да да се бори као војник одметник од окупатора декларисан као "комита". По среди је и истинита љубавна прича о несрећној вези Милоја Јевремовића и Јелене Миловановић, Драгиње Миловановић и Добросава Јеротића, Кристине Миловановић и Живојина Топаловића

## Улоге
| Глумац               | Улога                |
| -------------------- | -------------------- |
| Љубомир Јевремовић   | Милоје Јевремовић    |
| Срђан Јеротић        | Добросав Јеротић     |
| Ратко Радовић        | Иван Радовић         |
| Светислав Мијаиловић | Недељко Мијаиловић   |
| Дејан Крстић         | Ивко Крстић          |
| Јана Цветковић       | Јелена Миловановић   |
| Кристина Бутина      | Христина Миловановић |
| Софија Бутина        | Драга Миловановић    |
| Савка Благојевић     | Анка Јевремовић      |
| Стефан Топаловић     | Живојин Топаловић    |
| Братислав Алексић    | Милоје Алексић       |
| Марко Марјановић     | капетан Амброз       |
| Стефан Ивановић      | пуковник Михаиловић  |
| Раденко Протић       | ђенерал Штурм        |

## Термини приказивања филма
| Мјесто       | Датум               |
| ------------ | ------------------- |
| Љубовија     | 30. септембар 2014. |
| Зворник      | 17. јануар 2015.    |
| Бијељина     | 23. јануар 2015.    |
| Крупањ       | 24. фебруар 2015.   |
| Мали Зворник | 12. март 2015.      |